# Pterotaea spinigera
Pterotaea spinigera là một loài bướm đêm trong họ Geometridae.